# Motilina
La motilina es un  polipéptido de 20 restos de aminoácidos que es liberado por las células enterocromafines y las Células M en el estómago, el intestino delgado y el colon.  Su secreción es estimulada por el pH ácido del duodeno. Sus efectos consisten en el estímulo de la producción de pepsina y el aumento de la actividad motora gástrica mediante la estimulación del músculo liso. U
Actúa sobre los receptores acoplados a la proteína G en las neuronas entéricas del duodeno y el colon, y su inyección produce contracciones del músculo liso de estómago e intestinos. Su concentración en la circulación aumenta a intervalos de aproximadamente 100 minutos en el estado interdigestivo y es un regulador importante de los complejos motores migratorios, los cuales controlan la motilidad gastrointestinal entre comidas. Al contrario, cuando se ingiere un alimento se suprime la secreción de motilina hasta concluir la digestión y la absorción. El antibiótico eritromicina se une a los receptores de motilina, y los derivados de este compuesto pueden ser útiles para tratar a los pacientes con motilidad gastrointestinal reducida.
- Datos: Q126440
- Multimedia: Motilin / Q126440